# Élections générales espagnoles de 1931

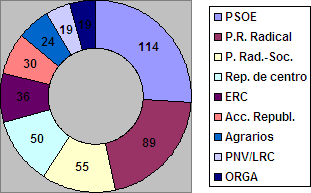
Répartition des sièges par parti à l'assemblée constituante de 1931.

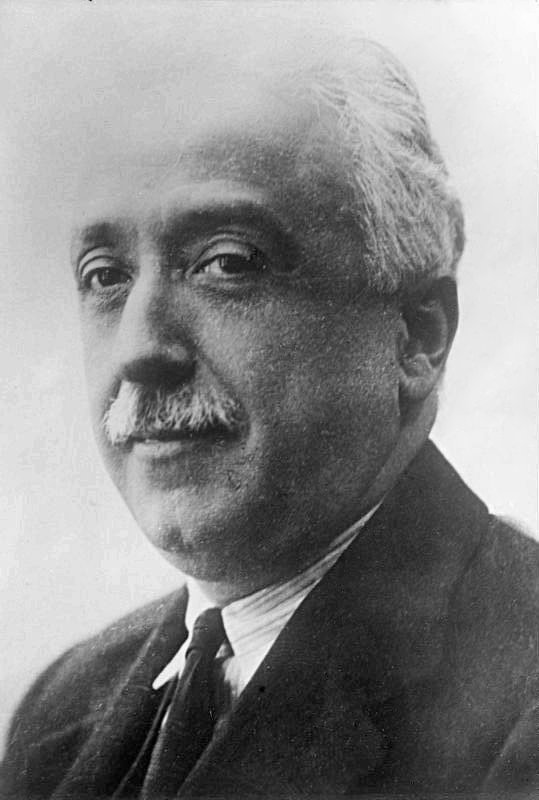
Niceto Alcalá-Zamora, président de la République.

Les élections du 28 juin 1931 en Espagne sont les élections générales convoquées pour former l'Assemblée constituante de la Seconde République espagnole, proclamée dans tout le pays après le désaveu rencontré par le monarchisme dans les grandes villes du pays au cours des élections municipales du mois d'avril et la fuite du roi Alphonse XIII.
Le second tour se déroule, avec diverses élections partielles, entre le 12 juillet et le 8 novembre. Les principaux partis participants sont, d'une part une conjonction de républicains et de socialistes dans laquelle, chaque parti défendant un programme propre, sont inclus le PSOE, les radicaux de Lerroux, les radicaux socialistes, les progressistes (Droite républicaine) et Action Républicaine d'Azaña, et d'autre part la droite antirépublicaine, qui se présente divisée. Les élections donnent une majorité écrasante aux premiers. La droite et le centre républicains (à l'exception des radicaux) se trouvent réduits à un protagonisme minime et la droite monarchiste essuie un sérieux revers. Cette configuration donne lieu à une première période réformiste (1931-1933) pour la République.
L'assemblée est dissoute en 1933, avant d'être remplacée lors de nouvelles élections générales, qui verront cette fois la victoire de la droite.
L'éligibilité féminine venant d'être décidée (mais pas encore le droit de vote), deux femmes sont élues en juin (Clara Campoamor et Victoria Kent). Une troisième les rejoint (Margarita Nelken), élue lors d'un scrutin partiel à l'automne 1931.

## Résultats

### Résultats par parti
L'affiliation politique de certains parlementaires fait débat, les groupes parlementaires s'avérant très instables au cours de cette période. En tenant compte de ces conditions particulières il est possible de présenter les résultats de la manière suivante :
| Parti                                           | Sièges | % sièges |
| Parti socialiste ouvrier espagnol (PSOE)        | 115    | 24,5     |
| Parti républicain radical (PRR)                 | 90     | 19,1     |
| Parti républicain radical-socialiste (PRRS)     | 61     | 13,0     |
| Esquerra Republicana de Catalunya (ERC)         | 29     | 6,2      |
| Action Républicaine (AR)                        | 26     | 5,5      |
| Droite libérale républicaine (DLR)              | 25     | 5,3      |
| Parti républicain démocratique fédéral (PRDF)   | 16     | 3,4      |
| Parti agraire espagnol (PAE)                    | 15     | 3,2      |
| Fédération républicaine galicienne (FRG)        | 15     | 3,2      |
| Regroupement au service de la république (ASR)  | 13     | 2,8      |
| Parti nationaliste basque (PNV)                 | 7      | 1,5      |
| Action nationale (AN)                           | 5      | 1,1      |
| Parti galléguiste (PG)                          | 5      | 1,1      |
| Union socialiste de Catalogne (USC)             | 4      | 0,9      |
| Communion traditionaliste (CT)                  | 4      | 0,9      |
| Parti républicain libéral démocratique (PRLD)   | 4      | 0,9      |
| Lliga Regionalista                              | 2      | 0,4      |
| Parti catalaniste républicain (PCR)             | 2      | 0,4      |
| Parti républicain du centre                     | 2      | 0,4      |
| Parti radical socialiste révolutionnaire (PRSR) | 2      | 0,4      |
| Extrême gauche républicaine fédérale (EIRF)     | 2      | 0,4      |
| Parti agraire républicain autonomiste (PARA)    | 1      | 0,2      |
| Indépendants de droite                          | 9      | 1,8      |
| Républicains centristes indépendants            | 8      | 1,7      |
| Indépendants de gauche                          | 8      | 1,7      |
| TOTAL                                           | 470    | 100,00   |

### Résultats par circonscription

#### Catalogne
- Ville de Barcelone (18 sièges)
  - Jaume Aiguader i Miró (ERC)
  - Joan Puig i Ferreter (ERC)
  - Bonaventura Gassol i Rovira (ERC)
  - Josep Dencàs i Puigdollers (ERC)
  - Joan Lluhí i Vallescà (ERC)
  - Josep Riera i Puntí (ERC)
  - Josep Tarradellas i Joan (ERC)
  - Antoni Maria Sbert i Massanet (ERC)
  - Antoni Xirau i Palau (ERC)
  - Rafael Campalans i Puig (USC)
  - Martí Esteve i Guau (Parti catalaniste républicain)
  - Lluís Nicolau d'Olwer (Parti catalaniste républicain)
  - Joaquim Pi i Arsuaga (PRDF)
  - Ramon d'Abadal i Calderó (Lliga Regionalista)
  - Pere Rahola i Molinas (Lliga Regionalista)
  - Ramón Franco Bahamonde (fédéraliste indépendant)
  - Àngel Samblancat i Casanova (Extrême gauche républicaine)
  - Antonio Jiménez Jiménez (Droite libérale républicaine)

Francesc Macià (ERC) et Gabriel Alomar (USC) renoncent à leur siège.
- Province de Barcelone (15 sièges)
  - Josep Suñol i Garriga (ERC)
  - Lluís Companys i Jover (ERC)
  - Domènec Palet i Barba (ERC)
  - Josep Grau i Jassans (ERC)
  - Carles Pi i Sunyer (ERC)
  - Amadeu Aragay i Davi (ERC)
  - Joan Selves i Carner (ERC)
  - Josep Bordas de la Cuesta (ERC)
  - Joan Ventosa i Roig (ERC)
  - Josep Xirau i Palau (USC)
  - Eduard Layret i Foix (fédéraliste indépendant)
  - Manuel Dolcet Carmen (PRDF)
  - Salvador Sediles Moreno (Extrême gauche fédérale)
  - Manuel Serra Moret (USC)
  - Amadeu Hurtado i Miró (Action catalane)
- Tarragone (7 sièges)
  - Joan Loperena i Romà (ERC)
  - Ramon Nogués i Biset (ERRS)
  - Josep Berenguer i Cros (ERRS)
  - Marcel·lí Domingo i Sanjuán (PRRS)
  - Amós Ruiz Lecina  (PSOE),
  - Jaume Simó i Bofarull (Parti républicain radical)
  - Jaume Carner i Romeu (républicain indépendant)
- Lérida (6 sièges)
  - Francesc Macià i Llussà (ERC)
  - Epifani Bellí i Castiel (ERC)
  - Ricard Palacin i Soldevila (ERC)
  - Humbert Torres i Barberà (ERC)
  - Pere Coromines (indépendant dans ERC)
  - Josep Estadella i Arnó (Parti républicain radical)
- Gérone (7 sièges)
  - Albert Quintana i de León (ERC)
  - Miquel Santaló i Parvorell (ERC)
  - Salvador Albert i Pey (ERC)
  - Joan Estelrich i Artigues (Lliga de Catalunya)
  - Josep Ayats Surribas (Droite libérale républicaine)
  - Manuel Carrasco i Formiguera (Parti catalaniste républicain)
  - Josep Puig d'Asprer (Parti républicain radical)

#### Îles Baléares
- Josep Teodor Canet Menéndez (Parti républicain radical)
- Francesc Julià i Perelló  (Parti républicain radical)
- Joan March Ordinas (Parti républicain du centre)
- Lluís Alemany Pujol (Parti républicain du centre)
- Francesc Carreras Reura (Action Républicaine)
- Alexandre Jaume Rosselló (PSOE)
- Gabriel Alomar i Villalonga (PSOE)

#### Région de Valence
- Castellón (6 sièges)
  - Fernando Gasset Lacasaña (PURA)
  - Vicente Cantos Figuerola (PURA)
  - Álvaro Pascual-Leone Forner (PURA)
  - Juan Sapiña Camaró (PSOE)
  - Vicente Sales Musoles (Droite libérale républicaine)
  - José Royo Gómez (Action Républicaine)
- Ville de Valence (7 sièges)
  - Manuel Azaña Díaz (Action Républicaine)
  - Melquiades Álvarez González-Posada (PRLD)
  - Sigfrido Blasco-Ibáñez Blasco  (PURA)
  - Francisco Sanchís Pascual  (PSOE)
  - Fernando Valera Aparicio (PRRS)
  - Pedro Vargas Guerendiain (PRRS)
  - Joaquín García Ribes (PURA)
- Province de Valence (13 sièges)
  - Ricardo Samper e Ibáñez (PURA)
  - Juli Just Jimeno (PURA)
  - Juan Calot Sanz (PURA)
  - Juan Bort Olmos (PURA)
  - Vicent Marco Miranda (PURA)
  - Gerardo Carreres Bayarri (PURA)
  - José García-Berlanga Pardo (PURA)
  - José Manteca Roger (PURA)
  - Héctor Altabás Alio (PURA)
  - Miguel San Andrés Castro (PRRS)
  - José Cano Coloma (PRRS)
  - Isidre Escandell i Úbeda (PSOE)
  - Pedro García García (PSOE)
- Alicante (11 sièges)
  - Antonio Pérez Torreblanca (PRRS)
  - Julio María López Orozco  (PRRS)
  - Jerónimo Gomáriz Latorre (PRRS)
  - Juan Botella Asensi (PRRS)
  - Romualdo Rodríguez de Vera (PSOE)
  - Manuel González Ramos (PSOE)
  - Rodolfo Llopis Ferrándiz (PSOE)
  - Carlos Esplá Rizo (républicain indépendant)
  - Miguel de Cámara Cendoya (Parti républicain radical)
  - César Puig Martínez  (Parti républicain radical)
  - César Oarrichena Jenaro (Parti républicain radical)

#### Pays basque et Navarre
- Alava (2 sièges)
  - Félix Susaeta y Mardones (PRRS)
  - José Luis de Oriol y Urigüen (Communion traditionaliste)
- Biscaye (3 sièges)
  - Marcelino Oreja Elósegui (Action catholique)
  - Francisco Basterrechea Zaldívar (PNV)
  - Manuel Robles Aranguiz (PNV)
- Bilbao (7 sièges)
  - Indalecio Prieto Tuero (PSOE)
  - Luis Araquistain Quevedo (PSOE)
  - Ramón María Aldasoro Galarza  (PRRS)
  - Vicente Fatrás Neira (PRRS)
  - José Horn Areilza (PNV)
  - Manuel de Eguileor Orueta (PNV)
- Guipuscoa (6 sièges)
  - Antonio Pildain Zapiain (PNV)
  - Jesús María de Leizaola Sánchez (PNV)
  - Rafael Picavea Leguía (indépendant dans les listes du PNV)
  - Julio Urquijo Ibarra (Communion traditionaliste)
  - Juan Usabiaga Lasquívar (Parti républicain radical)
  - Enrique de Francisco Jiménez (PSOE)
- Navarre (7 sièges)
  - Tomás Domínguez Arévalo, comte de Rodezno  (Communion traditionaliste)
  - Joaquín Beunza Redín (Communion traditionaliste)
  - José Antonio Aguirre Lekube (PNV)
  - Miguel Gortari Errea (catholique-foraliste)
  - Rafael Aizpún Santafé (catholique-foraliste)
  - Mariano Ansó Zunzarren (Action Républicaine)
  - Emilio Azarola Gresillón  (PRRS)

#### Galice
- La Corogne (16 sièges)
  - Santiago Casares Quiroga (ORGA)
  - Antonio Rodríguez Pérez  (ORGA)
  - Salvador Madariaga Rojo (ORGA)
  - Alejandro Rodríguez Cadarso (ORGA)
  - Antón Villar Ponte (ORGA)
  - Ramón María Tenreiro Rodríguez (ORGA)
  - Emilio González López (ORGA)
  - Ramón Suárez Picallo (ORGA)
  - Roberto Novoa Santos (ORGA)
  - Ramón Beade Méndez (PSOE)
  - Edmundo Lorenzo Santiago (PSOE)
  - José Mareque Santos (PSOE)
  - Leandro Pita Romero (FRG indépendants)
  - Benito Blanco-Rajoy Espada (FRG indépendants)
  - Luis Cornide Quiroga (FRG indépendants)
  - José Reino Caamaño (indépendant)
- Orense (9 sièges)
  - Luis Fábrega Coello (Parti républicain radical)
  - Basilio Alvarez Rodríguez (Parti républicain radical)
  - Justo Villanueva Gómez (Parti républicain radical)
  - Manuel Martínez Risco y Macías (Acció Republicana)
  - Alfonso Quintana Pena (PSOE)
  - Manuel García Becerra (PRRS)
  - Ramón Otero Pedrayo (PNRO)
  - José Calvo Sotelo (Union monarchique nationale)
  - Alfonso Pazos Cid (indépendant)
- Pontevedra (12 sièges)
  - Enrique Heraclio Botana Pérez (PSOE)
  - Alejandro Otero Fernández (PSOE)
  - Eugenio Arbones Castellanzuela (PSOE)
  - José Gómez Osorio (PSOE)
  - Manuel Varela Radío (Action Républicaine galicienne)
  - Bibiano Fernández Osorio Tafall (Action Républicaine galicienne)
  - Joaquín Poza Juncal (Action Républicaine galicienne)
  - Laureano Gómez Paratcha (Action Républicaine galicienne)
  - Emiliano Iglesias Ambrosio (Parti républicain radical)
  - José López Varela (Parti républicain radical)
  - Ramón Salgado Pérez  (Parti républicain radical)
  - Alfonso Rodríguez Castelao (galléguiste indépendant)
- Lugo (10 sièges)
  - Ubaldo Azpiazu y Artazu (Parti républicain radical)
  - Gerardo Abad Conde (Parti républicain radical)
  - Manuel Becerra Fernández (Parti républicain radical)
  - Francisco Javier Elola y Díaz Varela (Parti républicain radical)
  - Rafael de Vega Barrera (Parti républicain radical)
  - Enrique Gómez Jiménez (DLR)
  - Luis Recaséns Siches  (DLR)
  - Daniel Vázquez Campo (ORGA)
  - Manuel Portela Valladares (PARA)
  - José Lladó Vallés (indépendant)